# Lampovníkovití
Lampovníkovití (Myctophidae) je čeleď malých, hojně rozšířených mesopelagických ryb, která zahrnuje kolem 300 druhů. Lampovníkovití představují jednu ze dvou čeledí řádu hlubinovky (Myctophiformes); druhou jsou lampičníkovití (Neoscopelidae).
Lampovníkovití jsou hojně rozšíření ve všech světových oceánech. Tvoří více než 60 % biomasy hlubinného moře a hrají zásadní roli v potravním řetězci; živí se jimi řada větších živočichů, jako jsou delfíni, ploutvonožci, žraloci, mořští ptáci či velryby.